# 山本大斗
山本 大斗（やまもと だいと、2002年8月9日 - ）は、鳥取県米子市出身のプロ野球選手（外野手）。右投右打。千葉ロッテマリーンズ所属。

## 経歴

### プロ入り前
米子市立車尾小学校1年生時に野球を始め、車尾スポーツ少年団野球部に所属。6年生時に主将として第34回高円宮賜杯全日本学童軟式野球大会に出場しベスト16進出。その後に行われた第21回西日本学童軟式野球大会では鳥取県勢初となる準優勝を達成した。
米子市立東山中学校時代は硬式野球のクラブチームである米子ボーイズに所属。同学年のチームメイトに岡本大翔がいた。
開星高等学校に進学し、1年秋から外野のレギュラーに定着。2年夏の島根県大会は1学年上の田部隼人と共に決勝まで勝ち進んだが、石見智翠館高校に延長の末逆転サヨナラ負けを喫し、甲子園出場を逃した。3年時の2020年は新型コロナウイルスの影響で公式戦が中止となったため、県で行われた夏の独自大会に出場。松江南高校との2回戦では5球団のスカウトが視察に訪れる中、2打席連続本塁打を放った。その後、準決勝で後にチームメイトとなる谷川唯人擁する立正大淞南高校に敗れた。大会後にプロ志望届を提出した。
2020年10月26日に行われたドラフト会議では、千葉ロッテマリーンズから育成3位指名を受け、11月20日に支度金300万円、年俸230万円で仮契約した。背番号は124。

### ロッテ時代
2021年は、3月20日の横浜DeNAベイスターズとの二軍（イースタン・リーグ）開幕戦で、田中健二朗から高卒ルーキーながら初打席初本塁打を記録。最終的に、二軍公式戦では93試合に出場し、打率.224、チーム2位タイの5本塁打、32打点の成績を残した。オフに参加したみやざきフェニックスリーグでは5本塁打を記録した。
2022年は育成選手の野手で唯一春季キャンプを一軍で迎えたが、小沼健太や佐藤奨真のようにシーズン直前での支配下登録には至らず、開幕は二軍スタートとなった。それでも、7月になると二軍で3試合連続本塁打を記録するなど調子を上げ、7月29日までにイースタン・リーグ46試合の出場で、打率.231、チームトップの6本塁打を放つなど前年以上の成績を記録。7月30日に支配下選手契約を結んだ。背番号は61。その後イースタン・リーグにて、8月中旬以降の11試合で5本塁打を記録するなどアピールを続け、9月30日にプロ初の一軍昇格を果たすと、同日のオリックス・バファローズ戦（京セラドーム大阪）では9回表に代打としてプロ初出場したが、空振り三振に倒れた。最終的に、一軍公式戦では2打席に立ったがいずれも三振に倒れ、プロ初安打を放つことはできなかった。それでも、イースタン・リーグではチーム最多となる12本塁打、秋のみやざきフェニックスリーグでも4本塁打を放ち、11月15日には20万円増となる推定年俸440万円で契約を更改した。
2023年は、5月24日の埼玉西武ライオンズ戦（ZOZOマリンスタジアム）に「7番・右翼手」で初先発出場し、7回に青山美夏人からプロ初安打を記録した。しかし、一軍での出場は2試合に留まり、安打もこの1本のみだった。イースタン・リーグでは打率.220、9本塁打を記録した。レギュラーシーズン終了後の10月13日に右足の疲労骨折と診断され、患部の手術を受けたことが発表された。11月9日に20万円増の推定年俸460万円で契約を更改した。
2024年はイースタン・リーグで打率.279、19本塁打、66打点を記録し、本塁打と打点の二冠に輝いた。一方、一軍では5試合の出場に留まった。オフにはオーストラリアン・ベースボールリーグのシドニー・ブルーソックスへ派遣された。
2025年も開幕を二軍で迎えたが、イースタン・リーグで16試合に出場して打率.365、5本塁打、21打点と好調で、4月12日に一軍へ昇格。16日の北海道日本ハムファイターズ戦でプロ初本塁打を記録した。6月4日の読売ジャイアンツ戦では、かつて二軍で指導を受け、直前に一軍ヘッドコーチへ昇格したサブローに抜擢される形で初めて4番打者を務め、第1打席で本塁打を放った。その後も4番に固定され、15日の東京ヤクルトスワローズ戦では2打席連続本塁打を放った。その後、7月5日のオリックス・バファローズ戦では2本塁打を放ち、育成選手史上3人目の2桁本塁打に到達した。さらにオールスターゲームのプラスワン投票で初選出された。

## 選手としての特徴
2023年からロッテの監督を務める吉井理人から、「ダイナマイト山本」という愛称をつけられるほどの、パンチ力のあるバッティングが持ち味の右の大砲候補。
守備では、強肩で知られている新庄剛志が視察した際に目を見張るほど、肩が強いところが魅力。

## 詳細情報

### 年度別打撃成績
| 年 度     | 球 団     | 試 合 | 打 席 | 打 数 | 得 点 | 安 打 | 二 塁 打 | 三 塁 打 | 本 塁 打 | 塁 打 | 打 点 | 盗 塁 | 盗 塁 死 | 犠 打 | 犠 飛 | 四 球 | 敬 遠 | 死 球 | 三 振 | 併 殺 打 | 打 率 | 出 塁 率 | 長 打 率 | O P S |
| --------- | --------- | ----- | ----- | ----- | ----- | ----- | -------- | -------- | -------- | ----- | ----- | ----- | -------- | ----- | ----- | ----- | ----- | ----- | ----- | -------- | ----- | -------- | -------- | ----- |
| 2022      | ロッテ    | 2     | 2     | 2     | 0     | 0     | 0        | 0        | 0        | 0     | 0     | 0     | 0        | 0     | 0     | 0     | 0     | 0     | 2     | 0        | .000  | .000     | .000     | .000  |
| 2023      | ロッテ    | 2     | 7     | 7     | 0     | 1     | 0        | 0        | 0        | 1     | 0     | 0     | 0        | 0     | 0     | 0     | 0     | 0     | 4     | 1        | .143  | .143     | .143     | .286  |
| 2024      | ロッテ    | 5     | 19    | 18    | 0     | 2     | 1        | 0        | 0        | 3     | 0     | 0     | 0        | 0     | 0     | 1     | 0     | 0     | 4     | 0        | .111  | .158     | .167     | .325  |
| 通算：3年 | 通算：3年 | 9     | 28    | 27    | 0     | 3     | 1        | 0        | 0        | 4     | 0     | 0     | 0        | 0     | 0     | 1     | 0     | 0     | 10    | 1        | .111  | .143     | .148     | .291  |

- 2024年度シーズン終了時

### 年度別守備成績
| 年 度 | 球 団  | 外野  | 外野  | 外野  | 外野  | 外野  | 外野     |
| 年 度 | 球 団  | 試 合 | 刺 殺 | 補 殺 | 失 策 | 併 殺 | 守 備 率 |
| ----- | ------ | ----- | ----- | ----- | ----- | ----- | -------- |
| 2022  | ロッテ | 1     | 0     | 0     | 0     | 0     | ----     |
| 2023  | ロッテ | 2     | 1     | 0     | 0     | 0     | 1.000    |
| 2024  | ロッテ | 5     | 11    | 0     | 0     | 0     | 1.000    |
| 通算  | 通算   | 8     | 12    | 0     | 0     | 0     | 1.000    |

- 2024年度シーズン終了時

### 記録
初記録
- 初出場・初打席：2022年9月30日、対オリックス・バファローズ25回戦（京セラドーム大阪）、9回表に茶谷健太の代打で出場、平野佳寿から空振り三振[16]
- 初先発出場：2023年5月24日、対埼玉西武ライオンズ9回戦（ZOZOマリンスタジアム）、「7番・右翼手」で先発出場[33]
- 初安打：同上、7回裏に青山美夏人から遊撃内野安打[33]
- 初打点：2025年4月15日、対北海道日本ハムファイターズ1回戦（ZOZOマリンスタジアム）、4回裏に伊藤大海から右前適時打[34]
- 初本塁打：2025年4月16日、対北海道日本ハムファイターズ2回戦（ZOZOマリンスタジアム）、6回裏に杉浦稔大から左越3ラン
- 初盗塁：2025年6月11日、対広島東洋カープ2回戦（ZOZOマリンスタジアム）、7回裏に二盗（投手：大瀬良大地、捕手：坂倉将吾）

その他の記録
- オールスターゲーム出場：1回（2025年）

### 背番号
- 124（2021年[8] - 2022年7月29日）
- 61（2022年7月30日[15] - ）